# Carex depressa
Carex depressa là một loài thực vật có hoa trong họ Cói. Loài này được Link mô tả khoa học đầu tiên năm 1799.